# Korrespondenz

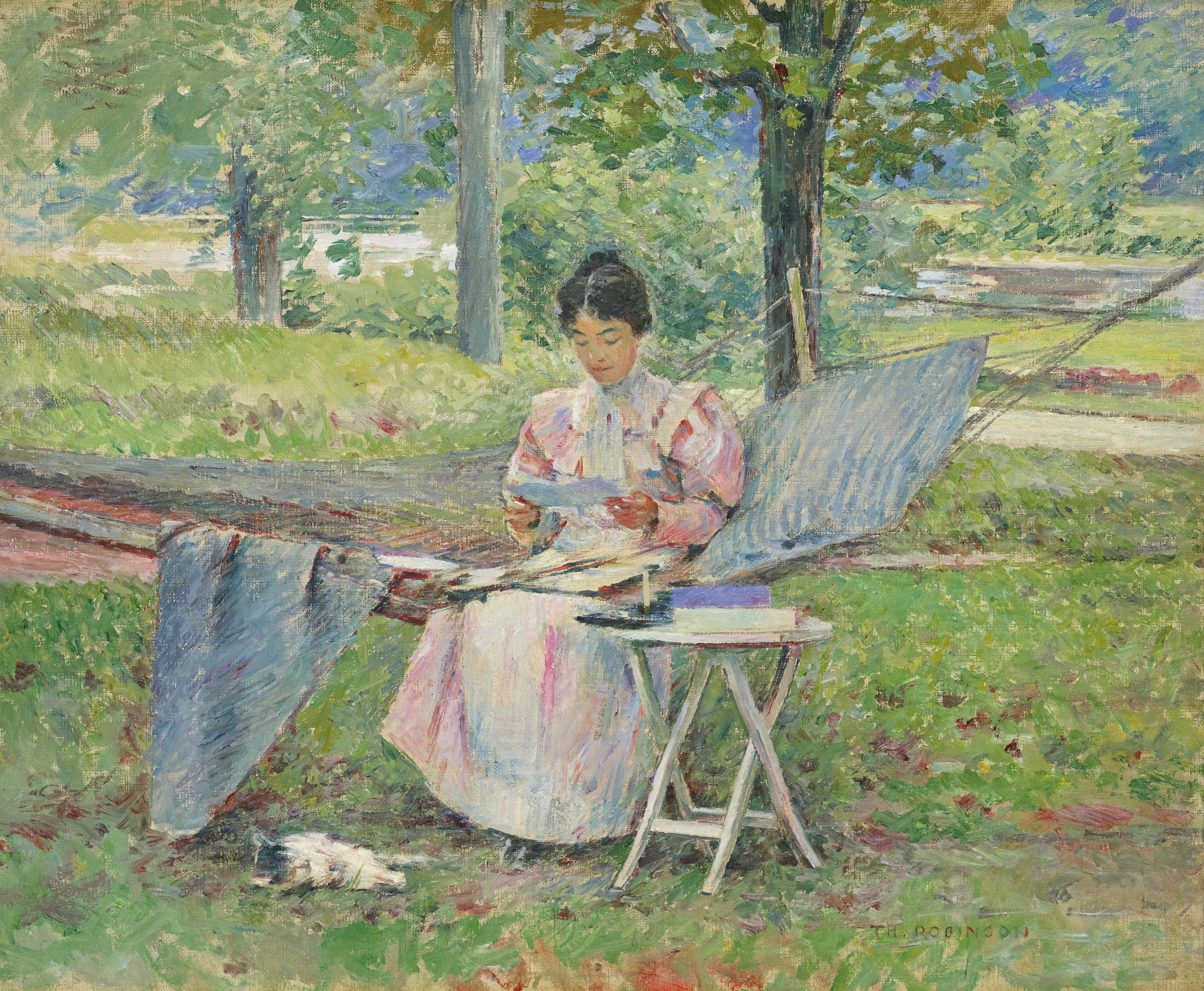
Correspondence, Theodore Robinson, 1895

Korrespondenz (aus lateinisch correspondentia, wörtlich gegenseitige Beantwortung), auch Briefwechsel oder Schriftverkehr genannt, steht meistens für eine i. d. R. schriftliche Kommunikation, gehört zum Feld der interpersonellen Kommunikation und ist meistens bidirektional.

## Weitere Einzelheiten
Vom mündlichen Gespräch hebt sich die Korrespondenz durch zeitlich und inhaltlich klar abgegrenzte Entitäten ab (z. B. Brief, E-Mail, Telefax), die meistens mehrere Elemente der interpersonellen Kommunikation (Meinungsäußerung, Frage, Antwort, Bestätigung, Anekdote u. a.) zusammenfassen.
Die Korrespondenz bedarf eines neutralen technischen Übertragungsweges (Postkutsche, Bote, Postunternehmen, Computernetz), braucht aber keinen Mediator wie in der Massenkommunikation.
Der meiste Schriftverkehr wird heute elektronisch abgewickelt (E-Mail bzw. Dateien).
Bis Anfang des 20. Jahrhunderts bezeichnete eine Korrespondenz eine regelmäßige Veröffentlichung eines oder mehrerer Korrespondenten vorwiegend als ein Dienst zur Nachrichtenverbreitung. Dabei muss jedoch zwischen der außergerichtlichen sowie der gerichtlichen Korrespondenz unterschieden werden.
Allgemeiner gefasst bezeichnete „Korrespondent“ einen mit dem Schriftverkehr eines Unternehmens befassten Angestellten.